# Top Fest 11
Top Fest 11 var den 11:e årliga upplagan av musikfestivalen Top Fest som sänts på Top Channel sedan 2004. Programmets 11:e säsong började med presentation av bidrag den 5 februari 2014. Därefter presenteras bidragen vardagar varje vecka fram till början av april 2014. Totalt deltog 129 bidrag i 2014 års upplaga. Programmet presenterades av systrarna Luana Vjollca och Marina Vjollca, som innehaft programledarrollen sedan 2011. Från semifinalerna och fram till finalen var även Ledion Liço programledare. Finalen hölls 8 juni 2014 i Pallati i Kongreseve.

## Upplägg
Den första fasen av tävlingen bestod av artist- och låtpresentation där varje tävlande artist framför sitt bidrag playback inför livepublik. Denna fas varade mellan februari och april 2014 och efter att den avslutats har tävlingens dryga 120 deltagare samtliga presenterat sina bidrag. Bidragen presenterades i en takt om cirka 5 per vardag.
I mitten av april inleddes tävlingens semifinaler som arrangerades från början till mitten av maj. Till semifinalerna tog sig inte samtliga bidrag, och väl i semifinalerna skedde framträdandena med livesång tillsammans med Top Channels orkester. Från semifinalerna tog sig sedan ett antal artister vidare till tävlingens final, som hölls i Pallati i Kongreseve i början av juni månad 2014. Samtliga program leddes av systrarna Vjollca.

## Deltagare
Tävlingens första deltagare presenterade sina bidrag på Top Channel i början på februari. Därefter har sammanlagt 129 bidrag presenterats. Nedan listas ett urval av tävlingens bidrag. Bidragen släpptes efter deltagandet även på Youtube. Flest visningar hade comebackande sångerskan Soni Malajs bidrag "Më të jeton", följt av Xhensila Myrtezajs "Jeton tek unë". Till tävlingens debutanter hör Eurovision Song Contest-sångerskan Olta Boka, Adelina Berisha, Venera Lumani och Kozma Dushi.
- Soni Malaj – "Me të jeton" (text: Rozana Radi, musik: Adrian Hila)
- Xhensila Myrtezaj – "Jeton tek unë" (text & musik: Kledi Bahiti)
- Adelina Berisha – "Për ty"
- Olta Boka & Erik Lloshi – "Ti më ke mua" (text: Rozana Radi)
- Enca – "Ishim në"
- Stefi & Endri Prifti – "Ti s'e meriton" (text: Rozana Radi)
- Era Rusi – "Hajde më në" (text: Rozana Radi, musik: Adrian Hila)
- Venera Lumani – "Mos më numero"
- Lynx – "Deshmitar"
- Mateus Frroku & Fisnikët – "Çokollatë e shkrimë"
- Mariza Ikonomi – "Pse"
- Blerina Braka & Aurel Thëllimi – "Shpirt"
- Kastro Zizo & Bora – "Ai ajo"
- Kozma Dushi – "Besoj të dashuria"
- Marjeta Billo – "Kur ti nuk je"

## Semifinaler
Semifinalerna arrangeras från 7 maj 2014. De sänds live med samma programledare som de inledande programmen. All musik framförs vid semifinalerna live.

### Semifinal 1
Den första semifinalen hölls den 7 maj 2014. Till den första semifinalen tog sig 11 deltagare som fick framföra sina bidrag på nytt, denna gång live. Dessutom används likt i Festivali i Këngës en liveorkester. 
| Nr | Artist                     | Låt              | Resultat |
| -- | -------------------------- | ---------------- | -------- |
| 1  | Big Basta & Angelo         | "Fame"           | Finalist |
| 2  | Enca                       | "Ishim në"       |          |
| 3  | Lynx                       | "Dëshmitar"      | Finalist |
| 4  | Arbëresha Maloku           | "Nostalgji"      |          |
| 5  | Endri & Stefi Prifti       | "Ti s'e meriton" | Finalist |
| 6  | Kastro Zizo ft. Bora Dokle | "Ai ajo"         |          |
| 7  | Keler                      | "Natën ditë"     |          |
| 8  | Mariza Ikonomi             | "Pse"            | Finalist |
| 9  | Na                         | "Uragan"         |          |
| 10 | Rudina Delia               | "Në ëndërr eja"  |          |
| 11 | Sigi Bastri                | "Qëndro më mua"  | Finalist |

### Semifinal 2
Den andra semifinalen hölls den 14 maj 2014 och hade samma programledare som den första: Luana Vjollca, Marina Vjollca och Ledion Liço.
| Nr | Artist                         | Låt                        | Resultat |
| -- | ------------------------------ | -------------------------- | -------- |
| 12 | Era Rusi                       | "Hajde më në"              | Finalist |
| 13 | Heldi Kraja                    | "Bota e jotja"             |          |
| 14 | Aldo Simoni                    | "Permbi pyll duel nji yll" |          |
| 15 | Blerina Braka & Aurel Thëllimi | "Shpirt"                   |          |
| 16 | Mateus Frroku & Fisnikët       | "Çokollatë e shkrimë"      |          |
| 17 | Florent Abashi & Funky Guru    | "Nuk dua të jem"           |          |
| 18 | Gjergj Leka                    | "Muzika e jetës sime"      | Finalist |
| 19 | Kozma Dushi                    | "Besoj të dashuria"        |          |
| 20 | Nita Latifi                    | "Histori"                  |          |
| 21 | Revolt Klan                    | "Ëndrra vazhdon"           |          |
| 22 | Teuta Dervishi                 | "Vonë"                     |          |
| 23 | Venera Lumani                  | "Mos më numëro"            | Finalist |
| 24 | Voltan Prodani                 | "S'të gjëj askund"         |          |

### Semifinal 3
Den tredje semifinalen hölls den 21 maj 2014.
| Nr | Artist                  | Låt                  | Resultat |
| -- | ----------------------- | -------------------- | -------- |
| 25 | Art Abazi               | "Sonte"              |          |
| 26 | Copyleft                | "Një cop yll"        |          |
| 27 | Jetmir Banishta         | "Asgjë s'më mjafton" |          |
| 28 | Kieda Budini            | "Ti je një"          |          |
| 29 | Olta Boka & Erik Lloshi | "Ti më ke mua"       | Finalist |
| 30 | Valon Shehu             | "Faji im"            |          |
| 31 | Xhensila Myrtezaj       | "Jeton tek unë"      | Finalist |
| 32 | Aldo                    | "Pa ty ja vlen"      |          |
| 33 | Leonora Ajdari          | "Misteri"            |          |
| 34 | Offchestra              | "Pune s'ka"          |          |
| 35 | Soni Malaj              | "Me të jeton"        | Vinnare  |
| 36 | Vojsava                 | "Imi do t'jësh"      |          |
| 37 | Yll Limani              | "Marshi i zemravë"   |          |

## Final
Finalen hölls i Pallati i Kongreseve 8 juni 2014. De deltagande artisterna i finalen nomineras i olika kategorier som släpptes från maj 2014. Totalt tar sig 17 vidare till finalen från semifinalerna. Finalens jury bestod av bland andra Shpëtim Saraçi, Eneda Tarifa och Arbana Osmani. Finalen presenterades av Ledion Liço, Luana Vjollca och Marina Vjollca. 
Finalen vanns av Soni Malaj med låten "Me të jeton". Malaj vann även priset Best Female.

### Övriga priser
Utöver huvudpriset delades 12 övriga priser ut i olika kategorier.
| Artist                  | Låt                   | Pris              |
| ----------------------- | --------------------- | ----------------- |
| Mariza Ikonomi          | "Pse"                 | Best Pop/R&B      |
| Sigi Bastri             | "Qëndro më mua"       | Best New Artist   |
| Shpat Deda              |                       | Best Video        |
| Soni Malaj              | "Me të jeton"         | Best Female       |
| Erik Lloshi & Olta Boka | "Ti më kë mua"        | Top Albania Radio |
| Era Rusi                | "Hajde më në"         | Internetpriset    |
| Lynx                    | "Dëshmitar"           | Best Group        |
| Xhensila Myrtezaj       | "Jeton tek unë"       | Best Pop/Rock     |
| Endri & Stefi Prifti    | "Ti s'e meriton"      | Best Duet         |
| Venera Lumani           | "Mos më numëro"       | Best Balade       |
| Gjergj Leka             | "Muzika e jetës sime" | Best Male         |
| Big Basta & Angelo      | "Fame"                | Best HipHop/RnB   |